# Thérapie familiale
La thérapie familiale est un modèle de psychothérapie qui se pratique en famille ou en couple. 

## Historique
La thérapie familiale a été développée aux États-Unis dans les années 1950 et 1960 par plusieurs thérapeutes, dont Don Jackson, Salvador Minuchin, Jay Haley, Carl Whitaker, Virginia Satir, Murray Bowen et Nathan Ackerman. Cette approche a été importée en Europe dans les années 1970, par des psychiatres italiens (Mara Selvini Palazzoli, Maurizio Andolfi) et belge (Mony Elkaïm). Elle s'est ensuite largement diffusée en France (avec des figures comme Robert Neuburger et Serge Hefez) et dans les différents pays européens (avec le travail, entre autres, du psychiatre et conférencier Guy Ausloos) et a été appliquée dans les institutions médico-sociales et psychiatriques.
En 1993 a été fondée la Société Française de Thérapie Familiale qui est l'organe représentatif des thérapeutes familiaux français.
En 2004, l’Inserm considère la thérapie familiale comme faisant partie, avec les thérapies psychodynamiques et cognitivo-comportementales, des trois principales approches psychothérapeutiques, pour « l’ancienneté et la solidité de leur conceptualisation théorique ; l’existence de formations spécifiques à leur pratique par des cliniciens ; leur utilisation répandue dans le domaine du soin ».
Les thérapeutes habilités à animer des thérapies familiales sont des psychothérapeutes (psychologues ou psychiatres) qui ont suivi une formation complémentaire et spécialisée dans cette approche.

## Principes thérapeutiques
La thérapie familiale systémique vise à mobiliser les ressources de la famille et à améliorer la communication entre ses membres en vue d'apaiser des symptômes et/ou des difficultés relationnelles ,,,. 
Les séances de thérapie familiale sont généralement animées par plusieurs thérapeutes , : un thérapeute principal qui conduit l'entretien et un second thérapeute (appelé "co-thérapeute" ou "superviseur") qui observe les échanges (parfois derrière un miroir sans tain), prend des notes et assiste le premier. Les membres de la famille sont installés en cercle avec le thérapeute ; les séances durent en moyenne une heure et demie.
Les thérapeutes familiaux d'orientation systémique utilisent des techniques spécifiques,, de questionnement et d’animation qui visent à favoriser la communication dans la famille et à stimuler le changement.
Étant donné que la thérapie familiale exige des moyens importants (plusieurs thérapeutes, salles spacieuses, éventuellement miroir sans tain ou retransmission vidéo dans une autre pièce), elle est plus fréquemment pratiquée en institution (centres médico-psychologiques, associations de thérapie familiale...) qu'en cabinet libéral.  
Les pionniers de la thérapie familiale ont appliqué la théorie des systèmes et de la communication à la famille, de manière à mieux comprendre des phénomènes fréquemment observés dans les groupes familiaux en difficulté (renforcement involontaire des troubles par le comportement des proches, tendance du groupe familial à résister au changement, importance de la crise dans le processus de changement, interdépendance des rôles dans la famille, fonction du symptôme dans l'équilibre familial).
Le modèle systémique constitue la base conceptuelle et la référence commune des différentes approches de thérapie familiale

## Approches
Dans l'histoire de la thérapie familiale systémique, on distingue les approches stratégiques-systémiques (Jay Haley, Virginia Satir, Salvador Minuchin, Mara Selvini Palazzoli), les approches intergénérationnelles (Murray Bowen, Ivan Boszormenyi-Nagy, Maurizio Andolfi), les approches constructivistes et narratives (Mony Elkaïm, Robert Neuburger, Michael White) et les approches centrées sur les solutions et les compétences (Marie-Christine Cabié, Luc Isebaert, Steve De Shazer, Kim Berg|Insoo Kim Berg). 

## Efficacité
L'efficacité de la thérapie familiale systémique a été démontrée scientifiquement dans les domaines suivants,, : troubles du comportement/problèmes de délinquance juvénile, trouble du déficit de l'attention avec ou sans hyperactivité (TDAH) chez l’enfant, conduites toxicomaniaques et les problèmes liés à l’alcool, les troubles des conduites alimentaires, les schizophrénies et autres troubles psychotiques, troubles de l’humeur, troubles anxieux, troubles psychosomatiques chez l’enfant et l’adulte, troubles psycho-sexuels, détresse conjugale.